# Princ a Večernice
Princ a Večernice es una película checoslovaca de cuento de hadas de 1979.

## Trama
El viejo rey tiene un hijo, Velen, y tres hijas. Un día deja Velen para dirigir temporalmente el reino. Una noche, Velen le pide un deseo a Estrella Vespertina, con la esperanza de encontrar maridos para sus tres hermanas, y Estrella Vespertina entrega a sus tres hermanos, Rayo de Luna, Rayo de Sol y Viento. Mientras tanto, Velen se enamora de Estrella Vespertina. King no está satisfecho con las acciones de Velen y quiere que Velen traiga de regreso a sus hermanas. Se pelean y Velen abandona el castillo en una búsqueda para recuperar a sus hermanas, así como para encontrar al objeto de su afecto, Estrella Vespertina. Tiene que enfrentar muchos peligros en su búsqueda, incluido estar en peligro por el malvado mago Cloudbreaker (una personificación de la tormenta) que quiere casarse con Evening Star. Velen recibe la ayuda de sus cuñados y derrota a Cloudbreaker. Luego regresa a casa con Evening Star y sus hermanas, acompañados de sus maridos. A Velen se le permite casarse con Evening Star.

## Reparto
- Juraj Ďurdiak como Velen
- Libuše Šafránková como Estrella Vespertina
- Vladimír Menšík como Rey
- Radoslav Brzobohatý como Cloudbreaker
- František Filipovský como Kacafírek
- Julie Jurištová como Helenka
- Zlata Adamovská como Elenka
- Ivana Andrlová como Lenka
- Oldřich Táborský como Viento
- Alexej Okuněv como Rayo de Luna
- Petr Svoboda como Rayo de Sol

## Estreno
La película fue estrenada en la entonces Checoslovaquia, el 1 de octubre de 1979.